# Marie de France (1145-1198)
Pour les articles homonymes, voir Marie de France et Marie de Champagne.
Marie de France, aussi connue sous le nom de Marie de Champagne, née en 1145, morte le 11 mars 1198, est la première fille de Louis VII le jeune, roi de France, et d'Aliénor d'Aquitaine, ce qui présente la particularité de faire d'elle la demi-sœur à la fois de Richard Cœur de Lion et de Philippe Auguste. Comtesse de Champagne par son mariage, elle assume trois fois la régence sur ses terres.

## Biographie
Peu de temps après sa naissance, Geoffroy V d'Anjou en demande la main pour son fils Henri, mais sans succès. Le comte est loin d'imaginer qu'Henri épousera finalement la mère de Marie.
Après la séparation de ses parents (1152), son père Louis VII épouse Adèle de Champagne en 1160 et promet ses deux filles aux frères de sa nouvelle femme.
Elle épouse donc en 1164 Henri Ier le Libéral (1127 † 1181), comte de Champagne et de Brie, dont elle a quatre enfants qui laissent une postérité :
- Henri II (1166 † 1197), comte palatin de Champagne, puis roi de Jérusalem ;
- Marie (1174 † 1204), mariée en 1186 à Baudouin IX de Flandre, comte de Flandre et de Hainaut, puis empereur latin de Constantinople († 1206) ;
- Thibaut III (1179 † 1201), comte de Champagne ;
- Scholastique[3] († 1219), mariée à Guillaume IV, comte de Mâcon († 1226).

Elle assume trois fois la régence du comté de Champagne, au nom de son époux pendant la troisième croisade, puis au nom de son fils aîné pendant sa minorité jusqu'en 1187 et à partir de 1190 lorsqu'il part combattre en Terre Sainte, épouse la reine de Jérusalem et devient roi de Jérusalem. À la mort d'Henri II en 1197, elle laisse le pouvoir à son second fils Thibaut III et se retire au couvent. Elle meurt l'année suivante. Son tombeau, dans la cathédrale de Meaux, est détruit au XVIe siècle pendant les guerres de religion.
Sa présence à la cour lettrée d’Aliénor d'Aquitaine à Poitiers (1170-1173), longtemps envisagée sous l'influence du seul traité d'André le Chapelain, n'est plus désormais jugée crédible,,. Elle tient elle-même une cour brillante et protège ou encourage plusieurs écrivains, dont Chrétien de Troyes, Gace Brulé, Gautier d'Arras, Guyot de Provins, Huon d'Oisy, Geoffroi de Villehardouin.